# Maďarské referendum o LGBT (2022)

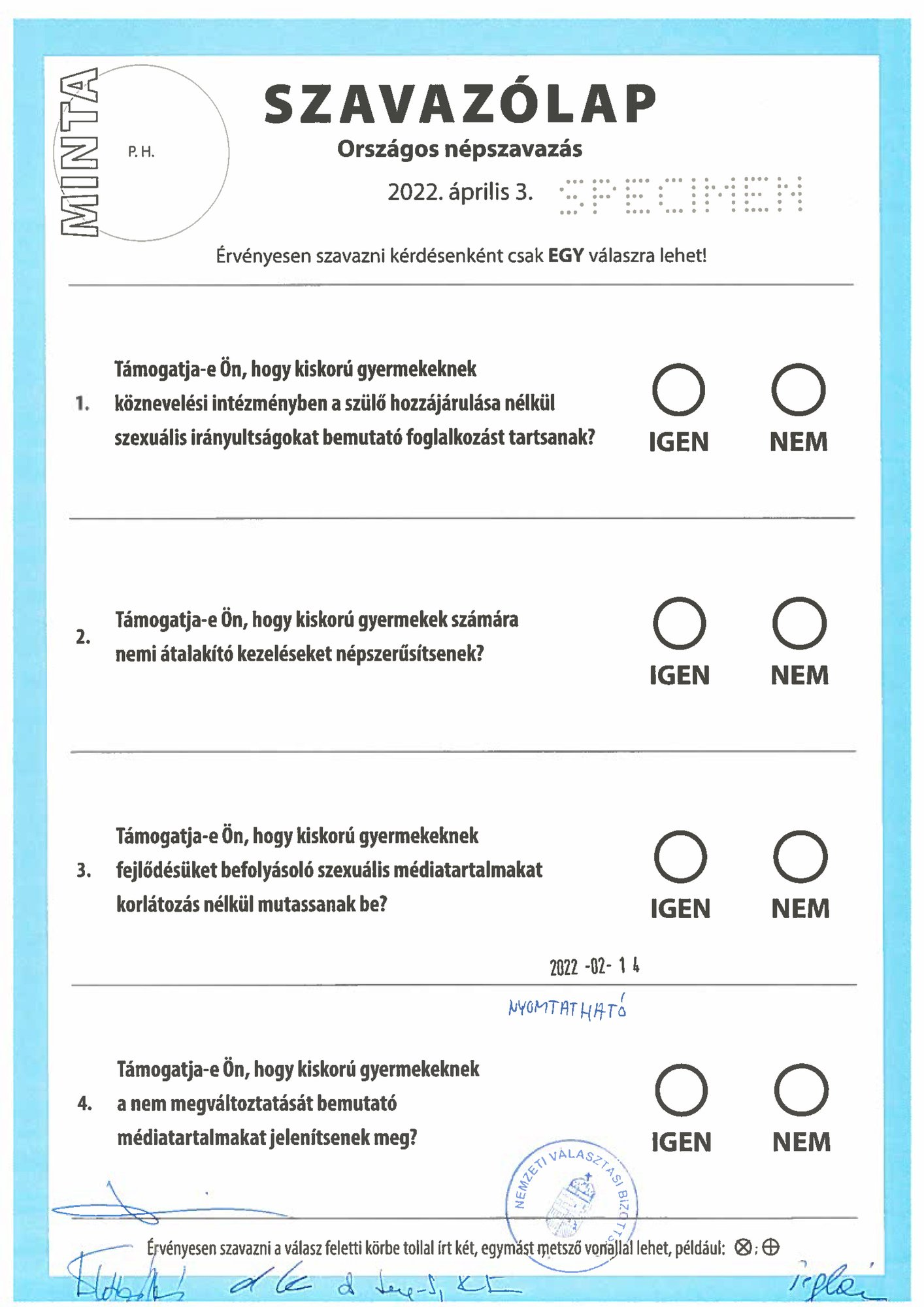
hlasovací lístek referenda

Takzvané referendum o LGBT se v Maďarsku konalo dne 3. dubna 2022 souběžně s parlamentními volbami. Maďarská vláda toto lidové hlasování nazývala „referendem o ochraně dětí“, zatímco levicová opozice a některá média „homofobním referendem“.
Ačkoliv jasná většina zúčastněných odpověděla na všechny čtyři otázky referenda „ne“, podíl platných odevzdaných hlasů byl nižší než požadovaných 50 %, a tudíž bylo referendum prohlášeno za neplatné.

## Pozadí
Referendum uspořádala maďarská vládní koalice pravicových stran Fidesz a KDNP po předchozím nátlaku ze strany Evropské unie ve věci kritizovaného zákona o ochraně dětí a mládeže před LGBT propagandou.
Zákonu je vyčítáno zejména srovnávání homosexuality s pedofilií a podoba s ruským zákonem proti šíření LGBT propagandy mezi dětmi a mládeží. Podle platné maďarské legislativy je navíc podpora nebo vyobrazování homosexuality či změny pohlaví mezi dětmi a mladistvými trestným činem. Dále je navíc omezená výuka sexuální výchovy na školách. Nově je svěřená pouze vládou schváleným organizacím.
Stanovisko Kanceláře prezidenta republiky Jánose Ádera je následující: „Maďarský Zemský sněm se dne 9. listopadu 2021 jednomyslně usnesl na uspořádání referenda v den konání řádných parlamentních voleb. Zákony nám ukládají povinnost uspořádat příslušné referendum o třech otázkách buďto v den konání řádných voleb, tedy 3. dubna nebo o týden později, tedy 10. dubna. Jako prezident jsem se nakonec rozhodl uspořádat příslušné hlasování 3. dubna 2022 v souladu s parlamentní rezolucí z 30. listopadu 2021.“
Opoziční politici se hlasování o příslušné rezoluci zdrželi.

## Otázky referenda
- Otázka č. 1: Souhlasíte, aby se bez souhlasu rodičů ve veřejných vzdělávacích institucích pro nezletilé děti konaly prezentace o sexuální orientaci?
- Otázka č. 2: Souhlasíte, aby se nezletilým dětem propagovala změna pohlaví?
- Otázka č. 3: Souhlasíte, aby se nezletilým dětem bez omezení prezentoval sexuálně mediální obsah ovlivňující jejich vývoj?
- Otázka č. 4: Souhlasíte, aby se nezletilým dětem zobrazoval mediální obsah o změně pohlaví?

## Výsledky hlasování
| Otázka | Počet hlasujících NE | Počet hlasujících ANO | Počet neplatných hlasů | Počet nehlasujících | Výsledek |
| ------ | -------------------- | --------------------- | ---------------------- | ------------------- | -------- |
| 1.     | 3 610 154 (43,94%)   | 300 282 (3,65%)       | 1 717 702 (20,91%)     | 2 587 166 (31,49%)  | neplatné |
| 2.     | 3 721 934 (45,30%)   | 158 447 (1,93%)       | 1 747 757 (21,27%)     | 2 587 166 (31,49%)  | neplatné |
| 3.     | 3 691 376 (44,93%)   | 180 785 (2,2%)        | 1 755 977 (21,37%)     | 2 587 166 (31,49%)  | neplatné |
| 4.     | 3 683 104 (44,83%)   | 186 938 (2,28%)       | 1 758 096 (21,40%)     | 2 587 166 (31,49%)  | neplatné |